# Adolf von Schwarzburg-Rudolstadt
Prinz Franz Friedrich Karl Adolf von Schwarzburg-Rudolstadt (* 27. September 1801 in Rudolstadt; † 1. Juli 1875 ebenda) war kaiserlicher Feldmarschallleutnant.

## Leben
Die Eltern von Adolf waren Prinz Karl Günther von Schwarzburg-Rudolstadt (1771–1825) und Prinzessin Luise Ulrike von Hessen-Homburg (1772–1854), Tochter von Friedrich V. von Hessen-Homburg (1748–1820) und dessen Ehefrau Karoline von Hessen-Darmstadt (1746–1821).
Am 20. August 1820 trat er in die Kaiserlich-Österreichische Armee ein und wurde dort Oberleutnant im Infanterie-Regiment 33. Von dort kam er mit der Beförderung zum Seconde-Rittmeister am 20. September 1825 zum Husaren-Regiment 4 und wurde am 17. Oktober 1831 Premier-Rittmeister. Mit seiner Beförderung zum Major am 3. Mai 1833 kam er in das Chevauxlegers-Regiment Nr. 6 und von dort am 5. März 1836 zum Ulanen-Regiment Nr. 11. Später kam er zum Chevauxlegers-Regiment Nr. 2, wo er am 5. März 1837 zum Oberstleutnant befördert wurde. Von dort kam er am 21. September 1838 zurück zum Ulanen-Regiment Nr. 11. Am 18. Juni 1839 wurde er Oberst und Regimentskommandant. Zum Generalmajor und Brigadier wurde er am 16. Oktober 1846 befördert und gab das Kommando ab. Am 22. Juli 1849 wurde er Feldmarschallleutnant und wurde am 16. April 1850 aus der Armee verabschiedet.

## Ehe und Nachkommen
Prinz Adolf heiratete am 27. September 1847 Prinzessin Mathilde von Schönburg-Waldenburg (1826–1914), Tochter von Fürst Otto Victor von Schönburg. Das Paar hatte vier Kinder:
- Marie (1850–1922) ⚭ 1868 Großherzog Friedrich Franz II. von Mecklenburg [-Schwerin],
- Günther Victor (1852–1925) ⚭ 1891 Prinzessin Anna Luise von Schönburg-Waldenburg,
- Thekla (1859–1939) und
- Luise (1862–1867).

## Auszeichnungen (Auswahl)
- St.-Annen-Orden 1. Klasse[9]
- St.-Wladimir-Orden 4. Klasse[9]
- Großkreuz des hessischen Ludewigs-Ordens[9]
- 1847: Großkreuz des hannoverischen Guelphen-Orden[10]
- 1865: Großkreuz des Leopold-Ordens[11]
- 1871: Roter Adlerorden 1. Klasse[12]